# Hans Husel
Hans Husel (* 12. September 1942 in Speyer) ist ein deutscher Konzeptkünstler, Multimedialist und Free-Jazz-Kurator.

## Leben
Hans Husel wuchs in Zweibrücken auf und absolvierte nach dem Schulbesuch eine Buchhändlerausbildung in Saarbrücken. Anschließend besuchte er von 1966 bis 1970 die Staatliche Werkkunstschule Saarbrücken, die er im Fachbereich Grafikdesign abschloss. Nach seiner Zeit als Galerist („Galerie h“ in der Saarbrücker Karcherstraße) arbeitete Husel ab 1970 in der Saarbrücker Szenekneipe „Sog-Theater“, dem oberirdischen Teil des gleichnamigen Kellertheaters. 1977 war er Mitgründer der Nachfolgekneipe „Gasthaus Bingert“. Von 1980 bis 1985 arbeitete Husel in der Saarbrücker Filiale von Zweitausendeins. Von 1985 bis zum Renteneintritt im Jahr 2001 war Husel als Grafikdesigner der Saarbrücker Stadtgalerie angestellt.

## Werk
Größere Aufmerksamkeit fand Husel 1972 mit seinem Mulitimedia-Western Schwierigkeiten mit Crazy Horse im „Sog-Theater“. In den frühen 1970er-Jahren entstanden weiterhin (verschollene) experimentelle Filme im Super-8-Format, ein auf schwarzbelichtetes Super-8-Zelluloid gekratzter Kurz-Porno im Stil der Konkreten Poesie sowie die „Sog-Zeitung“. Diese einseitige Zeitung im DIN A 1-Format parodierte die „Welt im Spiegel“ der Satirezeitschrift Pardon und entpuppte sich mit der von Husel gestalteten Rückseite zugleich als Poster mit einer travestierenden Collage des Kopfes der Bildzeitung. Seit diesen Anfängen hat sich Husel mit seinen Objekten, Collagen, Wortplastiken, Aktionen und weiteren freien künstlerischen Ausdrucksformen wie Sofortbild, „schlechte Fotografie“, Mail Art und Copy Art vor allem im Saarland einen Namen gemacht (s. Liste saarländischer Künstler). Zudem hat Husel maßgeblichen Anteil an der Etablierung und Entwicklung einer Szene für Free-Jazz und improvisierter Musik im Großraum Saarbrücken (Saar-Lor-Lux). Die von ihm 1985 ins Leben gerufene und kuratierte Konzertreihe „Improvisierte Musik“ fand bis 1998 in der Saarbrücker Stadtgalerie statt. Die Reihe wurde von 2003 bis 2012 wiederum von Husel kuratiert, diesmal unter dem Titel „Künstlerhausmusik“ im Saarländischen Künstlerhaus fortgesetzt. 2015 gehörte Husel dann zu den Gründern des „Freejazz-Festival Saarbrücken“, für dessen Programm er in den ersten vier Jahren Mitverantwortung trug sowie Logo, Flyer und Plakate gestaltete. Husel ist seit 1989 Mitglied im Saarländischen Künstlerbund. Zuletzt wurde Hans Husel im Sommer 2023 im Kulturverein Burbach mit einer Einzelausstellung seiner Arbeiten aus den 1970er- und frühen 1980er-Jahren gewürdigt.